# Clemente Terni
Clemente Terni (Arcidosso (Toscana), 12 de novembre, 1918 – Florència (Toscana), 7 de gener, 2004), va ser un compositor, organista i musicòleg italià.

## Biografia
Va estudiar piano, cant, orgue i composició, aquesta última sota la direcció de Vito Frazzi.
L'any 1950 va fundar el "Quartetto Polifonico Italiano" (després es convertiria en Quintetto) amb el qual va dur a terme una intensa activitat concertística a Itàlia i Europa. L'any 1951 el grup de cambra va guanyar el concurs nacional de formacions de música de cambra presidit per Franco Alfano.
Va compondre música sacra, de cambra, piano i orgue. Com a musicòleg va treballar tant en la música barroca com en la producció musical de l'Edat Mitjana i el Renaixement. La seva activitat docent també és intensa. De fet, Terni va impartir classes a les Universitats i Conservatoris de Perusa i Florència. A la capital toscana va destacar per haver format diverses generacions de músics i musicòlegs florentins. Va impartir cursos de música i composició antiga, renaixentista i barroca als cursos d'estiu de Música en Compostela a Santiago.
Va ser acadèmic de l'Acadèmia Luigi Cherubini i de l'Acadèmia Etrusca de Cortona així com de la Reial Acadèmia Espanyola de Belles Arts de San Ferran.

## Obres (selecció)
- Liriche per a cant i piano
- L'ultima ora del giorno per 12 instruments
- Concerto per pianoforte e percussione
- Preludi e Danze per piano
- Cantico dei Cantici per a soprano i instruments
- Per Pianoforte 1986
- Per Pianoforte 1987
- Per Organo 1993
- Omaggio per Paolo Cortesi per a cant i 12 instruments
- Margherita di Cortona per solos, instruments i percussió

## Publicacions (selecció)
- Galileo Galilei e la musica, a «Chigiana», vol. 21, Florència, Olschki, 1964, pp. 249-260.
- Musica e versificazione nelle lingue romanze, a «Studi Medievali», a. XVI, fasc. 1, 1975, Spoleto, Centre Italià d'Estudis sobre l'Alta Edat Mitjana.
- Giovanni Pierluigi da Palestrina e l'esacordo, a «Chigiana», vol. 22, Florència, Olschki, 1965, pp. 219-228.
- Girolamo Frescobaldi a Firenze (1628-1633), a «Paragone», 1969, pp. 3-20.